# Sentier de grande randonnée G1
Ne doit pas être confondu avec Sentier de grande randonnée 1.
Le sentier de grande randonnée G1 (GR G1) ou « Trace des Alizés », est un sentier de grande randonnée de France situé en Guadeloupe .
Long de 83 kilomètres, il traverse l'île de Basse-Terre du nord au sud en empruntant la ligne de crête, depuis la plage des Amandiers à Sainte-Rose jusqu'au phare de la pointe du Vieux-Fort. Ce sentier passe à proximité des Mamelles, de la Soufrière et des chutes du Carbet.

## Exigence
Le GR G1 est assez difficile malgré un topo paraissant relativement abordable : 84 kilomètres de longueur pour environ 4 500 mètres de dénivelé positif cumulé découpés en 6 étapes.
La difficulté réside dans le climat tropical humide ainsi que sur la végétation dense et le manque d'entretien du sentier avec notamment des arbres tombés, des effondrements de chemin, des échelles cassées, de la boue, etc. 

## Trajets

### Partie sud
Elle comporte 4 étapes :
1. Vieux-Fort / La Citerne 1730 m d+ et 900 m d-
2. La Citerne / Refuge Frébault 1 000 m d+ et 650 m d-
3. Refuge Frébault / Refuge 3 Crêtes 520 m  d+ et 300 m d-
4. Refuge 3 Crêtes / Refuge Morne Léger 710 m d+ et 750 d-

Possibilité de doubler l'étape 3 et 4.

### Partie nord
Elle comporte deux étapes :
1. Refuge Morne Léger / Refuge Belle-Hôtesse 800 m d+ et 650 m d-
2. Refuge Belle-Hôtesse  / Plage des Amandiers descente de 750 m de dénivelé

Possibilité de doubler les deux étapes de la partie nord.

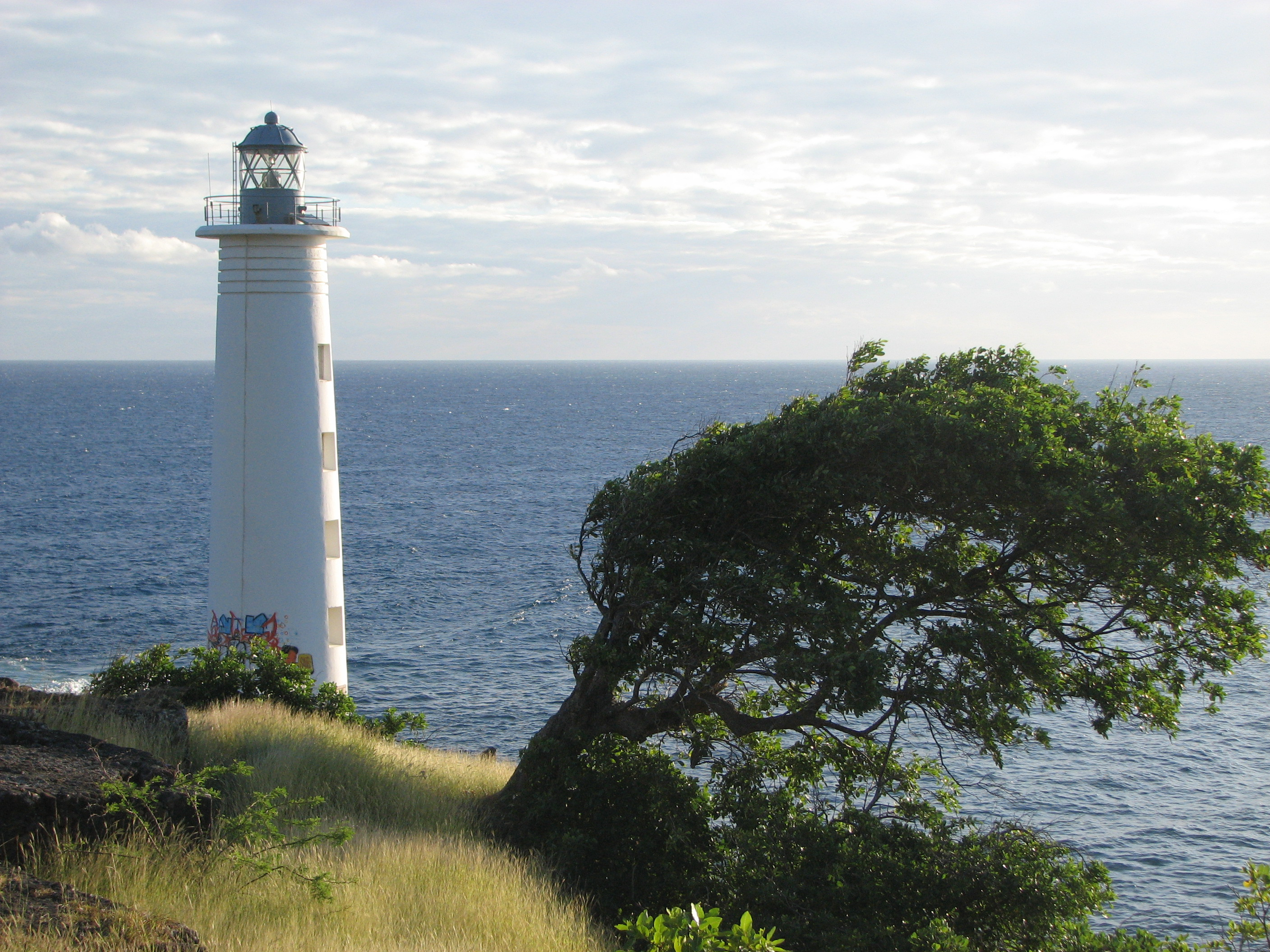
Phare de la pointe du Vieux-Fort : point de départ du GR G1.

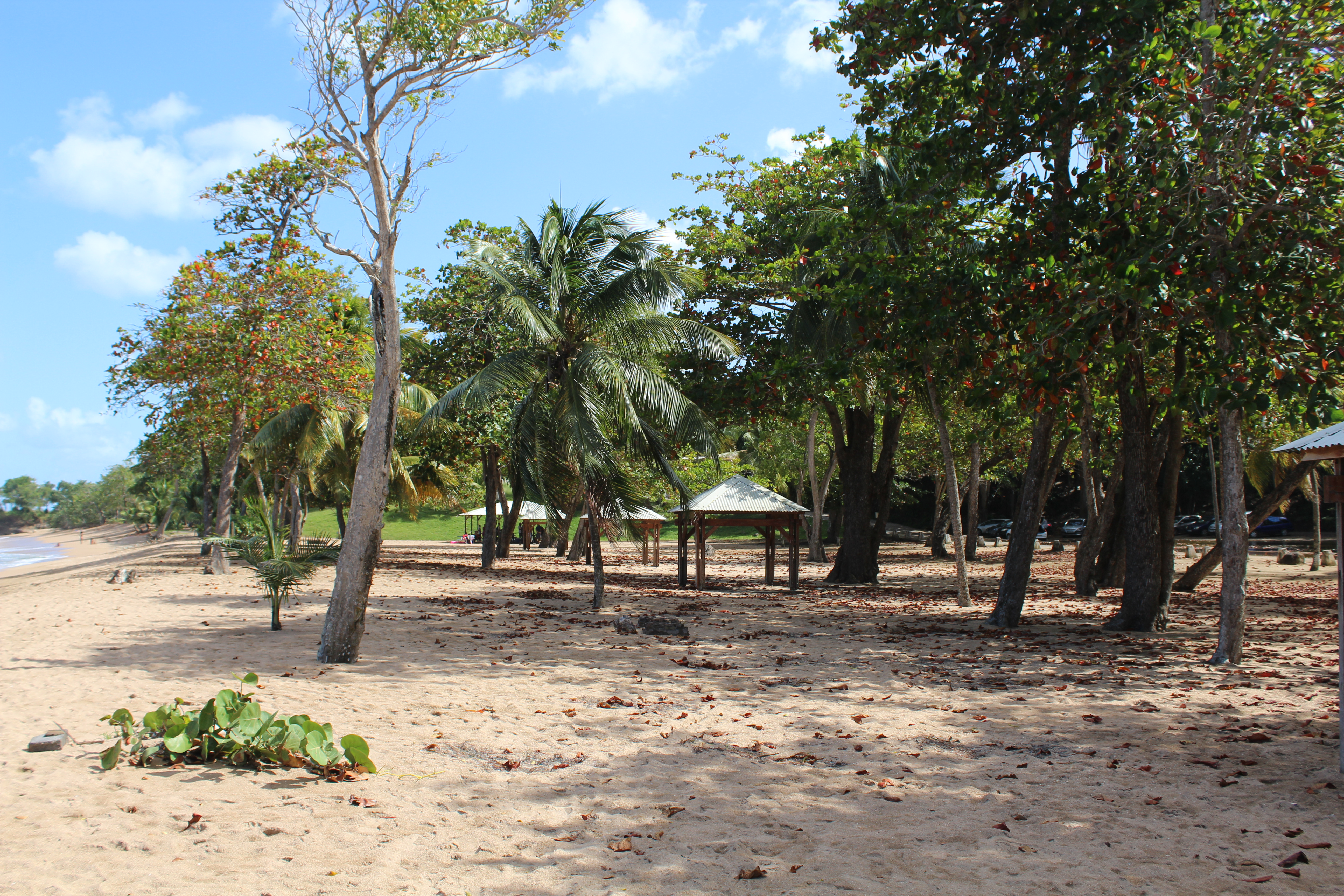
Plage des Amandiers à Sainte-Rose : point d'arrivée du GR G1.